# Celtic Football Club 2011-2012
Questa voce raccoglie le informazioni riguardanti il Celtic Football Club nelle competizioni ufficiali della stagione 2011-2012.

## Stagione
- In Scottish Premier League il Celtic si classifica al primo posto (93 punti) e vince per la 43ª volta il campionato.
- In Scottish Cup viene eliminato in semifinale dagli Hearts (1-2).
- In Scottish League Cup perde la finale contro il Kilmarnock (0-1).
- In Europa League raggiunge la fase a gironi, dopo aver superato il turno di spareggi per la squalifica degli svizzeri del Sion (6-0 complessivo a tavolino). Inserito nel gruppo I con Atlético Madrid, Udinese e Rennes, si classifica al terzo posto con 6 punti.

## Maglie e sponsor
Lo sponsor tecnico per la stagione 2011-2012 è Nike.
| Casa | Trasferta | Terza Divisa |

## Rosa
| N. |                          | Ruolo | Calciatore             |
| -- | ------------------------ | ----- | ---------------------- |
| 1  | Inghilterra (bandiera)   | P     | Fraser Forster         |
| 2  | Galles (bandiera)        | D     | Adam Matthews          |
| 3  | Honduras (bandiera)      | D     | Emilio Izaguirre       |
| 4  | Marocco (bandiera)       | D     | Badr El Kaddouri       |
| 5  | Svezia (bandiera)        | D     | Daniel Majstorović     |
| 6  | Inghilterra (bandiera)   | D     | Kelvin Wilson          |
| 8  | Scozia (bandiera)        | C     | Scott Brown (capitano) |
| 9  | Grecia (bandiera)        | A     | Giōrgos Samaras        |
| 10 | Irlanda (bandiera)       | A     | Anthony Stokes         |
| 11 | Corea del Sud (bandiera) | D     | Cha Du-Ri              |
| 12 | Scozia (bandiera)        | D     | Mark Wilson            |
| 13 | Scozia (bandiera)        | A     | Shaun Maloney          |
| 14 | Sierra Leone (bandiera)  | A     | Mohamed Bangura        |
| 15 | Scozia (bandiera)        | C     | Kris Commons           |
| 16 | Galles (bandiera)        | C     | Joe Ledley             |
| 17 | Polonia (bandiera)       | A     | Paweł Brożek           |
| 18 | Corea del Sud (bandiera) | C     | Ki Sung-Yueng          |
| 19 | Danimarca (bandiera)     | A     | Morten Rasmussen       |

| N. |                             | Ruolo | Calciatore      |
| -- | --------------------------- | ----- | --------------- |
| 20 | Irlanda del Nord (bandiera) | C     | Patrick McCourt |
| 21 | Scozia (bandiera)           | D     | Charlie Mulgrew |
| 22 | Paesi Bassi (bandiera)      | D     | Glenn Loovens   |
| 23 | Svezia (bandiera)           | D     | Mikael Lustig   |
| 24 | Polonia (bandiera)          | P     | Łukasz Załuska  |
| 25 | Norvegia (bandiera)         | D     | Thomas Rogne    |
| 32 | Scozia (bandiera)           | A     | Tony Watt       |
| 33 | Israele (bandiera)          | C     | Beram Kayal     |
| 39 | Inghilterra (bandiera)      | D     | André Blackman  |
| 40 | Nigeria (bandiera)          | C     | Rabiu Ibrahim   |
| 44 | Scozia (bandiera)           | D     | Marcus Fraser   |
| 46 | Scozia (bandiera)           | C     | Dylan McGeouch  |
| 47 | Stati Uniti (bandiera)      | P     | Dominic Cervi   |
| 49 | Scozia (bandiera)           | A     | James Forrest   |
| 50 | Irlanda (bandiera)          | C     | Paul George     |
| 56 | Rep. Ceca (bandiera)        | C     | Filip Twardzik  |
| 67 | Kenya (bandiera)            | C     | Victor Wanyama  |
| 88 | Inghilterra (bandiera)      | A     | Gary Hooper     |